# 昭和の巌流島

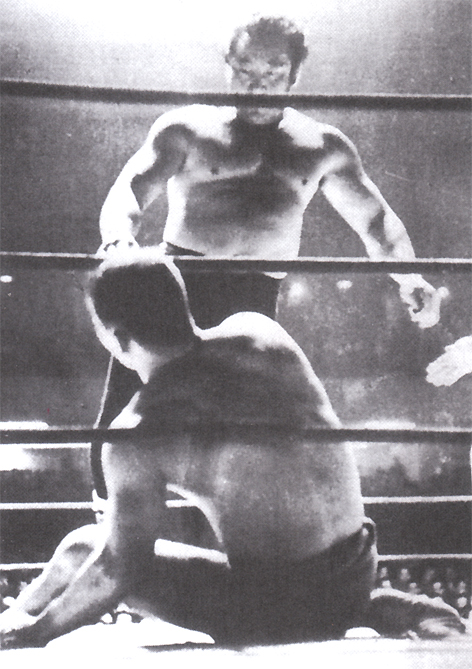
不意打ちの右ストレートから張り手連打で腰から崩れ落ちた木村政彦の前に仁王立ちする力道山。

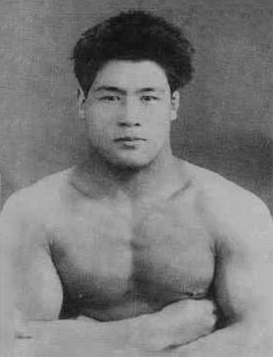
力道山のブック破りでマットに沈んだ柔道王の木村政彦。その名声を力道山によって大きく傷つけられた。

昭和の巌流島（しょうわのがんりゅうじま）は、1954年12月22日に蔵前国技館で行われた木村政彦（37歳）vs 力道山（30歳）の日本プロレス選手権試合のこと。昭和の巌流島の決闘あるいは昭和の巌流島の戦いとも呼ばれる。
この頃はプロレスに台本（ブック）があるとは一般には知られておらず、すべて真剣勝負だと信じられていた。そのため朝日新聞や毎日新聞など一般紙やNHKまでスポーツとして報道していた。途中で力道山がこのブックを破り突然殴りかかり、木村政彦が張り手の連打でKOされた。木村政彦の歯は折れ、瞼を切り、倒れたマットには直径50cmほどもある血だまりができた。
なぜプロレスの試合でブック破りが起こったのかなど、多くの謎を残している。

## 試合までの経緯
- 負け役は木村
  - 試合を申し入れたのは木村政彦だった。この年の2月にアメリカのシャープ兄弟を招聘しての14連戦が全国でロングランされて、これが本格的な日本のプロレスの嚆矢だとされるが、この試合は力道山側主催の興行であり木村政彦が負け役をやらされ鬱憤が溜まっていた。

- 朝日新聞・岐阜版
  - 紙上で木村が「真剣勝負なら俺の方が上だ」とぶちまけ、これに力道山が応戦した形だった。実際は毎日新聞にプロレス後援を独占された朝日新聞が木村政彦を誘導尋問した煽り記事である。しかし試合直前の関係者の調整で、試合は "引き分け" にもっていくという事で両者共に了解していた普通のプロレス試合のはずだった。

## 結果 - その後

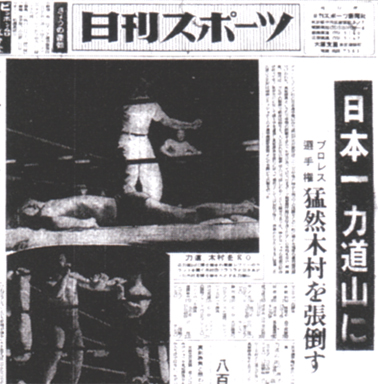
試合翌日の新聞はどれも1面トップでこの血の惨劇を報じた。

途中までは両者共に相手の技に付き合って、投げたり投げられたりプロレスをしていたが、14分過ぎに木村の左足蹴りが力道山の下腹部に当たると、一瞬下を見た力道山がいきなり木村の顎に右ストレートパンチを放つ（ルールでは反則である）。木村が状況を掴めないうちに力道山は猛然と張り手の乱れ打ちするが、木村がタックルに行ってそれを防ぎ、タックルによるクリンチをロープブレイクで分けられた後、レフェリーは木村の金的蹴りを注意する (実際には金的には当たっていない) 。直後に力道山が顔面に左掌底、テンプルに右張り手、右前蹴りを見舞い木村がレフェリーに向かって抗議している間にも力道山が再び前蹴り。これを木村が両手で防御するが、頭部が開いたところにテンプルへの張り手が入り最初のダウン。 座り込んだ木村に力道山がフロントチョークを狙い決まらずも、顔面にサッカーボール・キック2発を喰らわせ、四つん這いになった木村をリング中央へ引きずり出し後頭部を踏み付け手刀を2発こめかみに見舞う。ここでレフェリーが入り木村の容態を確認し、試合続行可能と判断した。再度、木村はレフェリーに抗議するも力道山の左張り手がこめかみに右張り手が頚部に、続けて左張り手が顎に入り木村は立木が崩れるように倒れKO負け。マットは血に染まり観客は騒然となった。
- 牛島辰熊 (元・柔道日本一)
  - リングサイドで観戦していた木村政彦の師匠である牛島は倒れて動けない木村に場外コーナーから声をかけ、愛弟子の木村を助け起こそうとリングに駆け上がるが完全に意識を失った木村は立ち上がれなかった。

- 大山倍達 (極真空手創始者)
  - 試合会場には木村を兄と慕う大山倍達が木村側リングサイドで上着を脱いで力道山に挑戦するも無視された。翌23日、木村サイドの記者会見に大山も同席し木村が「大山君が力道山とやると言ってくれた」大山も「殴り合いなら私が相手になる」と力道山に挑戦表明したと日刊スポーツに掲載された。だが挑戦状を送るも全く返事が来ず、大山は木村の復讐をするために喧嘩で決着をつけようと力道山を路上でつけ回すが、取り巻きレスラーがボディーガードしていた。木村も再戦ではなく裏切った力道山を許せず、短刀を懐に呑んで刺し殺すために付け狙っていた。

- 力道山刺殺さる
  - しかし、力道山は、この9年後（1963年12月15日）に12月8日の酒の席でのヤクザとの喧嘩でナイフで刺された傷が悪化し短い生涯を終えることになる。

- 猪瀬直樹 (作家・政治家)
  - 猪瀬の取材に対し木村は「力道山を殺したのはヤクザではなく私だ。私が死という言葉を念じて彼を殺したのだ」と語っている[1]。

力道山がヤクザに殺されてから実に30年も経っての言葉であった。
一部から「なんで木村はヤリ返さなかったのか？」と言われたが、力道山の最初の右ストレートパンチで意識が飛んだ、と言っていた。試合では木村が全く防御せず力道山の攻撃を喰らっていて、プロレスだと思っている木村が仕掛けて来た力道山に半信半疑のままKOされてしまった。
木村政彦は生涯この試合を悔やみ、猪瀬の取材記事、発売翌月に75歳で癌のため死去（1993年）。

## 武蔵的な力道山、小次郎的な木村政彦
- 遠藤幸吉 (元プロレスラー)

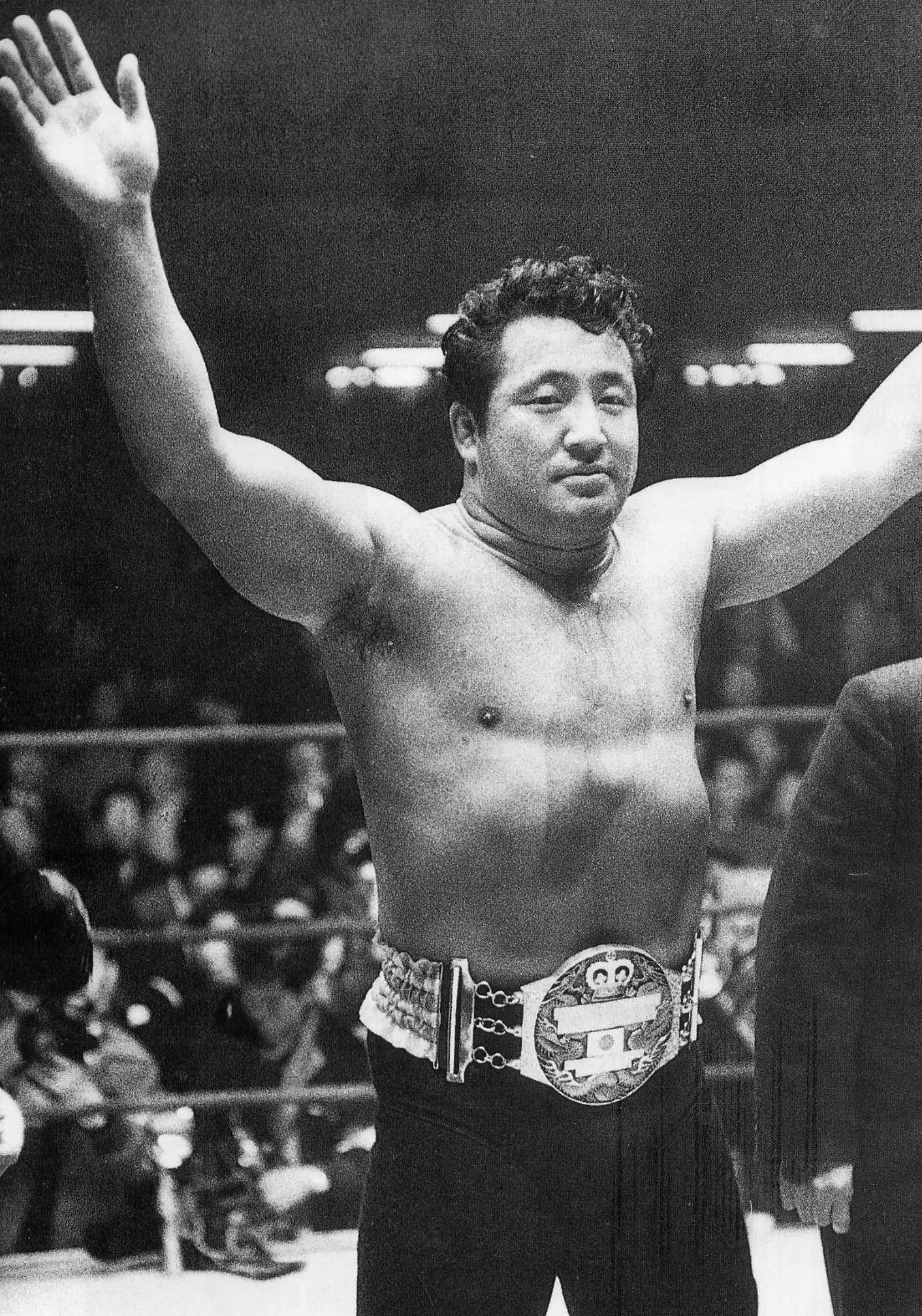
王座に就いた力道山は、この試合後に国民的ヒーローになっていく。

  - 「力道山は試合が始まる前から仕掛けるつもりでいた」（自伝・プロレス30年初めて言います）。
- 芳の里淳三 (元・日本プロレス社長)
  - 「ああいう展開になったら…自信があったらやり返していいんですよ」 (ビデオ・力道山とその時代)。

木村政彦はブックのあるプロレスの試合と認識し試合前夜まで飲んでいた。
- 木村サイド・大坪清隆
  - 「座れば三升」と言われる程の大酒飲みだった。試合前夜も日本酒一升とビール半ダースの大酒を飲んでいたので心配だった。(門茂男のザ・プロレス365【7】)

- 大山倍達 (極真空手創始者)
  - とにかく酒と女がこの天才柔道家の最大のアキレス腱だった。

宮本武蔵と佐々木小次郎の巌流島の戦いになぞらえると、あくまで結果だけから判断すると、力道山の方が兵法に長けた宮本武蔵的、木村政彦の方は佐々木小次郎的であった。この試合が「昭和の巌流島」と呼ばれる以上、力道山は「昭和の武蔵」であり木村政彦は「昭和の小次郎」だろう。
力道山はこの試合を機に一気に国民的スターに登り詰めていき、一方の木村政彦は自身が設立した国際プロレス団がうまく立ちゆかなくなりジリ貧となって海外へ行くが、完全にプロレス界から忘れ去られていく。勝者敗者の明暗がくっきりと分かれて共にまさに人生の分岐点となった。

## 多くの作品の題材に
いまだにこの試合はプロレス史最大の謎とされており、かつあまりにドラマチックな事件であるため、多くの小説家やノンフィクション作家、漫画家たちがこの試合を物語の核として作品を書いている。最も部数が出て影響力があったのは梶原一騎の『空手バカ一代』だろう。梶原一騎は後に自伝的劇画『男の星座』でも冒頭シーンとして使っている。
- 力道山の遺児である次男百田光雄
  - 「力道山を利用した人は多いけど一番顕著なのは国際空手道連盟・極真会館だった」。(Youtubeインタビュー)

ノンフィクションでは『木村政彦はなぜ力道山を殺さなかったのか』（増田俊也）がまさにこの試合だけに焦点を当てて検証している。小説ではこの試合自体を扱ったものではないが、夢枕獏の『仰天・平成元年の空手チョップ』が力道山と前田日明の試合のレフェリーを木村政彦がやるという設定になっている。
プロレスライターやスポーツライターも多くの小文を雑誌などで発表している。力道山の評伝などでも必ず触れられている試合である。
- 力道山の遺児である次男百田光雄
  - 「木村さんは力道山が生きている時には何も言わなかったんですよ。力道山が死んでから色々な事を言い始めてるんです。出来れば力道山が生きている時に言って欲しかった」(スポーツ報知)

## 試合中継・記録映像
日本テレビ、NHKテレビ、NHKラジオ第2放送において生中継で放送された（NHKラジオ第2放送は途中で終了）。
- 『甦る力道山 (全8巻-松竹)』
  - ビデオやDVD及びネットなどで観れる映像は第1巻〈力道山に挑む木村〉である。 (ナレーション 志村正順)

- NHK
  - 試合映像とNHKアナのナレーションが存在する。(ソフト化されておらずNHKアーカイブに保存されている)

- 朝日映画ニュース
  - ダイジェストで映画館の休憩時間に上映された。